# Magnus Großjohann
Christoph Theodor Magnus Großjohann (* 5. September 1813 in  Domnau, Masuren; † 25. Oktober 1867 in  Schippenbeil, Masuren) war ein deutscher Pfarrer und Abgeordneter in Ostpreußen.

## Leben
Großjohann besuchte das Altstädtische Gymnasium in  Königsberg i. Pr. Nach dem Abitur studierte er an der Albertus-Universität Königsberg Evangelische Theologie. Im Sommersemester 1833 wurde er mit Leo Cholevius und Gustav Adolf Bergenroth im  Corps Masovia aktiv. Er wurde Pastor in Falkenau. 1849 saß er für den Wahlkreis Königsberg im Preußischen Abgeordnetenhaus (Äußerste Linke). Später war er Rektor in Domnau und Gerdauen. Als Pastor emeritus lebte er zuletzt in Schippenbeil.